# Óscar Aguirregaray
Óscar Aguirregaray (né le 25 octobre 1959 à Montevideo en Uruguay) est un ancien joueur de football uruguayen, reconverti comme entraîneur. Il est le père de Matías Aguirregaray, joueur professionnel à l'US Palerme.

## Biographie
Il a notamment remporté la Copa Libertadores et la Coupe intercontinentale en 1980 avec le Nacional.
Il joue 10 fois pour la céleste uruguayenne. Avec l'Équipe nationale d'Uruguay avec laquelle il remporta deux Copas America en 1987 et 1995.

## Palmarès
- Avec Nacional :
  - Vainqueur de la Copa Libertadores en 1980.
  - Vainqueur de la Coupe intercontinentale en 1980.
  - Champion d'Uruguay en 1980 et 1983.

- Avec Defensor Sporting :
  - Champion d'Uruguay en 1987 et 1991.

- Avec Peñarol :
  - Champion d'Uruguay en 1994, 1995, 1996, 1997 et 1999.

- Avec l'Uruguay :
  - Vainqueur de la Copa América en 1987 et 1995.